# Зоряні Війни: Сила Нездоланна (комікс)
«Зоряні Війни: Сила Нездоланна» — 128-сторінковий комікс від «Dark Horse Comics» і «LucasBooks» як складова мультимедійного проекту «Зоряні Війни: Сила Нездоланна», що вийшов 2008 року.

## Створення
Вихід графічної новели було анонсовано в березні 2007 року в журналі «Game Informer». Вийшов комікс 18 серпня 2008 р. — майже разом із однойменними грою (16 вересня) та романом (19 вересня).
Сценарій коміксу написав виконавчий продюсер гри «Зоряні Війни: Сила Нездоланна» Хейден Блекмен (англ. Haden Blackman), який також склав передмову до видання. Безпосередньо рисунки були виконані Браяном Чінґом (англ. Brian Ching), Бонґом Дазо (англ. Bong Dazo) та Вейном Ніколлсом (англ. Wayne Nichols), кольорування — Майклом Етає (англ. Michael Atiyeh), шрифт — Майклом Хайслером (англ. Michael Heisler).
Видавцем став Майк Річардсон, оформувачем видання — Скотт Кук, керівником художнього відділу — Ліа Рібаши, редактором — Ренді Стредлі (англ. Randy Stradley), його помічниками — Фредді Лінс і Дейв Маршалл. Публікація була здійснена «Dark Horse Comics», друк відбувся в Китаї на папері розміру 7"x10".
В примірниках першого видання «Titan» в Великій Британії на 30 сторінці були пропущені слова ПРОКСІ:
|  | …він знав, що джедай залишився живим… (англ. …he knew that the Jedi had survived…) |

Також цікаво, що Ґален Марек використовує зворотний хват меча на лицьовій обкладинці та сторінках 3, 14, 37 і 112.
Повний аматорський переклад коміксу на російську мову було здійснено шанувальниками «Зоряних війн» уже наприкінці 2008 року, які виклали його в вільний доступ.

## Сюжет
Графічна новела (як і роман) оповідає про долю Ґалена Марека та на відміну від гри містить лишень одне канонічне завершення. Від роману комікс відрізняє те, що розповідь про події ведуть Джуно Екліпс, ПРОКСІ та Бейл Орґана.